# Evenlode
Evenlode é uma paróquia e aldeia do distrito de Cotswold, no condado de Gloucestershire, na Inglaterra. De acordo com o Censo de 2011, tinha 144 habitantes. Tem uma área de 6,55 km².